# 別府秘湯女性看護師強盗殺人事件
別府秘湯女性看護師強盗殺人事件（べっぷひとうじょせいかんごしごうとうさつじんじけん）は、2010年9月に大分県別府市で、秘湯めぐりをしていた女性看護師が他殺体で見つかった事件である。

## 事件の発生
2010年9月4日、大分県別府市明礬の秘湯「鍋山の湯」に通じる市道脇の雑木林で、旅行中だった女性看護師（当時28歳）が他殺体となって遺棄されているのが発見された。
発見時、首が骨折し、後頭部も陥没骨折しており、近くに血のようなものが付いた石があった。また、被害者の携帯電話などが入った高級ショルダーバッグや3万数千円入りの財布がなくなっていた。
被害者は事件前、母親に「8月28日から九州を1人で旅行する」と連絡した後、九州内の秘湯を軽自動車で巡っていた。現場は温泉に向かう人以外が通ることはほとんどなく、照明もないため、夜は真っ暗で見通しの悪い場所だという。
事件後、「鍋山の湯」に通じる市道は通行止めとなっていたが、防犯カメラ、街灯、注意看板の設置等の防犯対策を実施した上で、2011年2月14日に通行止めが解除され、市道の先にある秘湯「へびん湯」は営業を再開した。

## 捜査
大分県警は殺人事件と断定し別府警察署に捜査本部を設置した。司法解剖の結果から、死亡したのは8月31日で、死因は窒息死と判明した。また、8月31日午後6時20分ごろ、被害者の軽乗用車とみられる車が現場から約3km離れた市街地の防犯カメラに映っていたことが分かった。しかし、ナンバーや運転者の確認や特定が困難な上、犯人像が絞り込めなかったこともあって捜査は難航した。

## 被疑者の逮捕
2011年8月31日、別件の傷害罪などで公判中だった男（当時33歳）が死体遺棄容疑で逮捕された。男は2009年3月まで福岡県北九州市小倉北区に本拠を置く指定暴力団・工藤会系組員だった。逮捕にあたって、被害者の携帯電話の使用履歴から男が捜査線上に浮上。現場からは服に付着していた微量の唾液のDNAが検出されていて、これが男のものと一致したため、横浜拘置支所から別府警察署に移送して逮捕に至った。
また、被害者のものと見られる財布と高級ショルダーバッグが男の供述した場所から発見されたため、殺害後、男が殺害後に持ち去ったて捨てたと見て強盗殺人容疑での立件を進めた。
2011年9月23日、大分県警は男を強盗殺人容疑で再逮捕した。その後、強盗殺人罪及び強制わいせつ致死罪で起訴された。
起訴状では被害者に金品を奪うために声をかけたが無視されたため「鍋山の湯」駐車場南東約180メートルの市道で被害者の首を絞め、さらに鉄製工具で頭を殴って殺害した後に金品などを奪ったとされている。頭を殴って殺害する際に使われたとされる凶器の鉄製工具が見つかっている。

## 裁判
公判前整理手続を見据える中で、検察側が取り調べの全過程の録画を弁護側に全て提示するという異例の対応が取られた。
2012年3月6日、大分地裁（西崎健児裁判長）で裁判員裁判の初公判が開かれ「金品を奪う意図はあったが、当初からの殺意や、わいせつ目的はなかった」と述べて起訴事実を一部否認した。
冒頭陳述で検察側は、事件当時、被告人は携帯電話の料金を滞納して使えなくなるほど困窮していたと指摘し「夕暮れ時に温泉に続く山道を訪れた際、歩いていた女性を発見、ナンパ目的で声を掛けたが無視され、現金を奪おうと考えた」と犯行に至る経緯を述べた。一方、弁護側は「殺意の発生時期などに誤りがある」と主張した。
2012年3月8日、論告求刑公判が開かれ、検察側は「極めて悪質で動機にも酌量の余地はない」とした上で「行きずりの犯行で周到な計画性までは認められない。生涯刑務所に服役し一生かけて罪を償うべきだ」と述べて無期懲役を求刑した。最終意見陳述で被告人は「被害者やご遺族の方に大変申し訳ないことをした」と被害者の遺族に謝罪して結審した。
2012年3月14日、大分地裁（西崎健児裁判長）で判決公判が開かれ「残虐な犯行で刑事責任は極めて重大。自己中心的な犯行動機に酌量の余地はない」として求刑通り無期懲役の判決を言い渡した。判決では、強盗とわいせつ目的で被害者を襲い、犯行の発覚を恐れて殺害したと認定。また、被害者遺族の処罰感情についても「遺族が被告に対する極刑を求めるのも当然」と指摘した。
その上で「被告は自分の行動を振り返り、反省することができていない。繰り返し粗暴な犯罪に及んでおり、再犯の恐れが高い」として、酌量減軽を求めた弁護側の主張を退けた。
この判決に対して検察側、弁護側の双方が控訴しなかったため、控訴期限を迎えた3月29日午前0時をもって無期懲役が確定した。